# 3-я Лыковская улица
3-я Лы́ковская у́лица (до 11 апреля 1964 года — улица Соколи́ная Гора́ (Тро́ицкое-Лы́ково), до 1960 года — у́лица Соколи́ная Гора́ села Троице-Лыково) — улица в Северо-Западном административном округе города Москвы на территории района Строгино.

## История
Улица находится на территории бывшего села Троице-Лыково, где она называлась улица Соколиная Гора. В 1960 году село Троице-Лыково вошло в состав Москвы, а 11 апреля 1964 года улица получила современное название по бывшему селу.

## Расположение
Согласно картам OpenStreetMap и Яндекс. Картам Архивная копия от 12 марта 2016 на Wayback Machine, 3-я Лыковская улица, являясь продолжением 2-й Лыковской улицы, проходит от точки соединения Лыковского проезда и улицы Маршала Прошлякова на север до Туркменского проезда, примыкающего к ней с востока, поворачивает на запад и затем на север, огибая Троице-Лыковское кладбище.

## Примечательные здания и сооружения
По нечётной стороне:
По чётной стороне:

## Транспорт

### Наземный транспорт
По 3-й Лыковской улице не проходят маршруты наземного общественного транспорта. Восточнее улицы, на Одинцовской улице, расположены остановки «Троице-Лыково» и «Одинцовская улица» автобуса № 137 (Троице-Лыково — Станция метро «Щукинская»). Также на улице Маршала Прошлякова располагается остановка «2-я Лыковская улица» автобуса № 782 (2-я Лыковская улица — Таллинская улица).

### Метро
- Станция метро «Строгино» Арбатско-Покровской линии — севернее улицы, на Строгинском бульваре.